# Cylindromyia epytus
Cylindromyia epytus là một loài ruồi trong họ Tachinidae.